# 秦宜祿
秦宜祿（？—200），新興雲中人。三国时期吕布的部下。魏驍騎將軍秦朗生父。秦宜祿在呂布敗後曾投靠曹操，後一度為張飛所誘而叛歸刘備，惟不久因反悔被殺。

## 生平
袁術安排漢室宗女嫁給秦宜祿，而秦宜祿前妻杜氏當時留在下邳。198年，呂布於下邳之戰被曹軍圍困，其時關羽要求曹操將杜氏給他，曹操應允，但關羽重提數次，曹操遂懷疑杜氏有殊色。同年下邳城陷，秦宜祿投降曹操，擔任銍縣縣令，而曹操在城破後見杜氏貌美，便自納杜氏為妾。200年，劉備在徐州叛曹，張飛以其前妻為曹氏所取而慫恿秦宜祿跟隨劉備，秦宜祿原隨張飛而去，但行了數里後反悔，為張飛所殺。
秦宜祿死後，因杜氏是曹操妾而秦朗就成了曹操的養子，將其撫養。

## 家庭
- 前妻：杜夫人
- 后妻：刘氏（汉室女）
- 子：秦朗（字元明，三国时曹魏将领）
- 子：秦明（《三国演义》虚构人物，三国时曹魏将领）
- 孙：秦秀（字玄良，西晋博士）

## 评价
- 张飞：“人取汝妻，而为之长，乃蚩蚩若是邪！”（《三國志·明帝紀》引《魏氏春秋》）

## 藝術形象

### 登場作品
- 《三國演義》（羅貫中）
- 《火鳳燎原》（陳某）